# Isaac Antoni van Roijen (1859-1938)
Isaac Antoni van Roijen (Zwolle, 18 juni 1859 − aldaar, 2 september 1938) was een Nederlands politicus.
Van Roijen was lid van de familie Van Roijen en zoon van rechter en provinciaal politicus mr. Stephanus Jacobus van Royen (1829-1908) en Johanna Wilhelmina Koning (1830-1862). Hij studeerde van 1880 tot 1885 Rechten aan de Rijksuniversiteit Groningen en promoveerde in de rechten op een dissertatie (De fictie van de externitaliteit) en in hetzelfde jaar 1885 op stellingen in de staatswetenschappen. Na zijn studie werd hij advocaat en procureur te Zwolle. In deze plaats begon ook zijn politieke carrière. Hij werd er vanaf 1896 lid van de gemeenteraad, tevens wethouder, om vervolgens van 1897 tot 1933 burgemeester van die gemeente te worden. Tussen 1902 en 1904 was hij bovendien lid van de Eerste Kamer der Staten-Generaal. Bij zijn 25-jarig jubileum als burgemeester van Zwolle kreeg hij van de burgerij een bank aangeboden, die geplaatst werd aan de Potgiersingel.
Van Roijen trouwde in 1886 met Catharina Dorhout Mees (1859-1910), telg uit het geslacht Mees, met wie hij een zoon en twee dochters kreeg; hun oudste dochter Josina Margaretha (1887-1975) trouwde met de latere Commissaris der Koningin mr. dr. Reint Hendrik baron de Vos van Steenwijk (1885-1964), broer van haar vaders opvolger als burgemeester van Zwolle, dr. Jacob Evert baron de Vos van Steenwijk (1889-1978) die trouwde met de andere dochter: Johanna Wilhelmina (1892-1974).

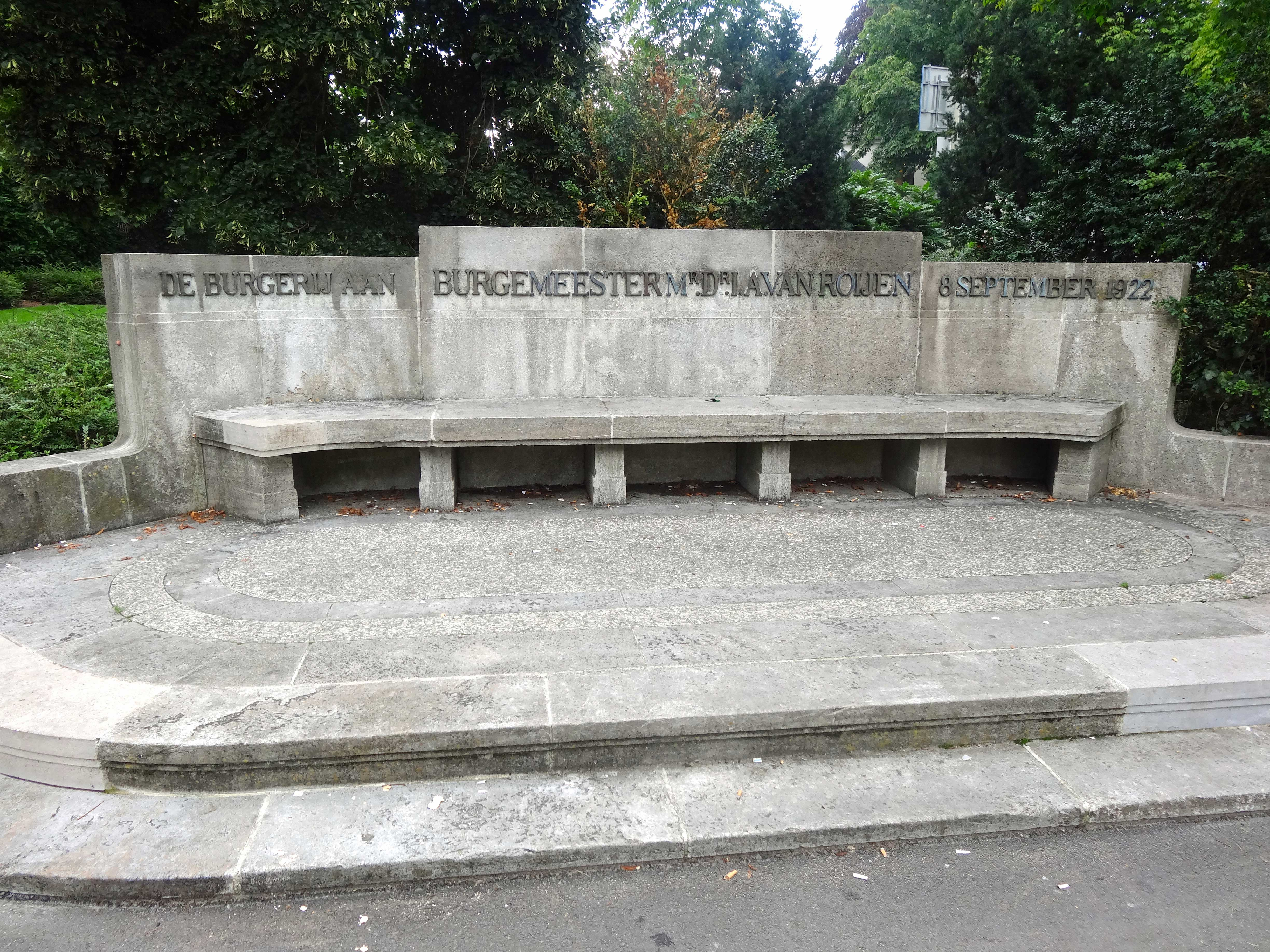
De Van Roijenbank in Zwolle

- Biografisch Portaal: 07390637
- Parlement.com: vg09ll69w5zm
- Virtual International Authority File: 4875156991014561180004
- WorldCat: E39PBJhxj8qHjr8jgRHpj8wXBP